# ULS Airlines Cargo
ULS Airlines Cargo (vroeger "Kuzu Airlines Cargo") is een cargo-luchtvaartmaatschappij afkomstig uit Istanbul, Turkije. De maatschappij voert internationale cargo-services uit. De thuisbasis van de maatschappij is Istanbul Atatürk International Airport met hubs op Amsterdam Schiphol International  en Londen Gatwick in Londen. 

## Code data
- IATA Code: GO
- ICAO Code: kzu
- Callsign: UNIVERSAL CARGO

## Geschiedenis
De luchtvaartmaatschappij werd opgericht in 2004 en begon de vluchtoperaties in juni 2004. De oorspronkelijke naam was 'Baron Hava Kargo', maar werd in 'Kuzu Airlines Cargo' veranderd in oktober 2004. De maatschappij is volledig eigendom van de Kuzu familie.

## Service
Kuzu Airlines Cargo voert lijndiensten uit van Istanbul naar Amsterdam, Londen, Dubai en Koeweit. Het vliegt ook naar een aantal internationale bestemmingen via interline verdragen met andere vervoerders.

## Vloot
De vloot van Kuzu Airlines Cargo bestaat uit de volgende toestellen: (november 2015)
| Type             | Aantal | Bestellingen | Capaciteit |
| ---------------- | ------ | ------------ | ---------- |
| Airbus A310-300F | 3      | —            | 40.000 kg  |
| Airbus A300      | 1      | —            |            |
| Totaal           | 4      |              |            |

ACT Airlines · AJet · Corendon Airlines · Freebird Airlines · MNG Airlines · Pegasus Airlines · Southwind Airlines · SunExpress · Tailwind Airlines · Turkish Airlines ·  Turkish Cargo · ULS Airlines Cargo

Vluchten gestaakt: Air Anatolia · Ankair · AtlasGlobal · Bestair · Birgenair · Borajet · Fly Air · Inter Airlines · IZair · Orbit Express Airlines · Onur Air · Saga Airlines · Sky Airlines · Tarhan Tower Airlines · Turkuaz Airlines